# Nemacheilus oxianus
Nemacheilus oxianus är en fiskart som beskrevs av Kessler, 1877. Nemacheilus oxianus ingår i släktet Nemacheilus och familjen grönlingsfiskar. Inga underarter finns listade i Catalogue of Life.